# Idalys Ortiz
Idalys Ortiz Bocourt (Pinar del Río, 27 de septiembre de 1989) es una deportista cubana que compite en judo.
Participó en cinco Juegos Olímpicos de Verano entre los años 2008 y 2024, obteniendo cuatro medallas: bronce en Pekín 2008, oro en Londres 2012, plata en Río de Janeiro 2016 y plata en Tokio 2020. En los Juegos Panamericanos consiguió cinco medallas entre los años 2011 y 2023.
Ganó ocho medallas en el Campeonato Mundial de Judo entre los años 2009 y 2019, y dieciséis medallas en el Campeonato Panamericano de Judo entre los años 2007 y 2024.

## Palmarés internacional
| Juegos Olímpicos        | Juegos Olímpicos           | Juegos Olímpicos  | Juegos Olímpicos |
| Año                     | Lugar                      | Medalla           | Categoría        |
| ----------------------- | -------------------------- | ----------------- | ---------------- |
| 2008                    | Pekín (China)              | Medalla de bronce | +78 kg           |
| 2012                    | Londres (Reino Unido)      | Medalla de oro    | +78 kg           |
| 2016                    | Río de Janeiro (Brasil)    | Medalla de plata  | +78 kg           |
| 2020                    | Tokio (Japón)              | Medalla de plata  | +78 kg           |
| Campeonato Mundial      |                            |                   |                  |
| Año                     | Lugar                      | Medalla           | Categoría        |
| 2009                    | Róterdam (Países Bajos)    | Medalla de bronce | +78 kg           |
| 2010                    | Tokio (Japón)              | Medalla de bronce | +78 kg           |
| 2013                    | Río de Janeiro (Brasil)    | Medalla de oro    | +78 kg           |
| 2014                    | Cheliábinsk (Rusia)        | Medalla de oro    | +78 kg           |
| 2015                    | Astaná (Kazajistán)        | Medalla de bronce | +78 kg           |
| 2017                    | Marrakech (Marruecos)      | Medalla de bronce | Abierta          |
| 2018                    | Bakú (Azerbaiyán)          | Medalla de plata  | +78 kg           |
| 2019                    | Tokio (Japón)              | Medalla de plata  | +78 kg           |
| Juegos Panamericanos    |                            |                   |                  |
| Año                     | Lugar                      | Medalla           | Categoría        |
| 2011                    | Guadalajara (México)       | Medalla de oro    | +78 kg           |
| 2015                    | Toronto (Canadá)           | Medalla de oro    | +78 kg           |
| 2019                    | Lima (Perú)                | Medalla de oro    | +78 kg           |
| 2023                    | Santiago (Chile)           | Medalla de oro    | +78 kg           |
| 2023                    | Santiago (Chile)           | Medalla de oro    | Equipo mixto     |
| Campeonato Panamericano |                            |                   |                  |
| Año                     | Lugar                      | Medalla           | Categoría        |
| 2007                    | Montreal (Canadá)          | Medalla de oro    | Abierta          |
| 2008                    | Miami (Estados Unidos)     | Medalla de oro    | +78 kg           |
| 2009                    | Buenos Aires (Argentina)   | Medalla de oro    | +78 kg           |
| 2009                    | Buenos Aires (Argentina)   | Medalla de oro    | Abierta          |
| 2010                    | San Salvador (El Salvador) | Medalla de oro    | +78 kg           |
| 2010                    | San Salvador (El Salvador) | Medalla de oro    | Abierta          |
| 2011                    | Guadalajara (México)       | Medalla de oro    | +78 kg           |
| 2012                    | Montreal (Canadá)          | Medalla de oro    | +78 kg           |
| 2013                    | San José (Costa Rica)      | Medalla de oro    | +78 kg           |
| 2014                    | Guayaquil (Ecuador)        | Medalla de oro    | +78 kg           |
| 2015                    | Edmonton (Canadá)          | Medalla de oro    | +78 kg           |
| 2016                    | La Habana (Cuba)           | Medalla de oro    | +78 kg           |
| 2018                    | San José (Costa Rica)      | Medalla de oro    | +78 kg           |
| 2019                    | Lima (Perú)                | Medalla de oro    | +78 kg           |
| 2023                    | Calgary (Canadá)           | Medalla de plata  | +78 kg           |
| 2024                    | Río de Janeiro (Brasil)    | Medalla de bronce | +78 kg           |